# Dimitrios Gratsias
Dimitrios Gratsias (griechisch Δημήτριος Γρατιάς, * 1957 in Athen) ist ein griechischer Jurist und Richter am Europäischen Gerichtshof.

## Leben und Wirken
Gratsias studierte Rechtswissenschaften an der Nationalen und Kapodistrias-Universität Athen und erwarb dort 1980 seinen Abschluss. 1981 erwarb er ein Diplôme d’études approfondies (DEA) im öffentlichen Recht an der Université Paris 1 Panthéon-Sorbonne, ein Jahr später erhielt er zudem ein Diplom in Gemeinschaftsrecht durch das Centre universitaire dʼétudes communautaires et européennes der Sorbonne. 1985 trat er in den griechischen Justizdienst ein und wurde als Rechtsberater der Eingangsstufe am Staatsrat eingesetzt. 1992 stieg er zum beigeordneten Rechtsberater auf, 2005 zum Rechtsberater. 1998 und 1999 war er parallel dazu stellvertretendes Mitglied des Obersten griechischen Sondergerichts. 2006 war er Mitglied des Sondergerichts für Klagen wegen Fehlurteilen, 2008 Mitglied des Obersten Rates für Verwaltungsstreitigkeiten. 2009 und 2010 war er Inspektor der Verwaltungsgerichte.
Im Oktober 2010 wurde Gratsias zum Richter am Gericht der Europäischen Union ernannt. Dort war er von 2013 bis 2019 zweimal Kammerpräsident. Im Oktober 2021 wechselte er als Richter an den Europäischen Gerichtshof.